# Rio Clouère
Clouère é um rio localizado nos departamentos de Carântono e Vienne, França. É afluente do rio Clain.
Da nascente até à foz atravessa os seguintes departamentos e comunas:
- Carântono: Lessac
- Vienne: Availles-Limouzine, Pressac, Saint-Martin-l'Ars, Usson-du-Poitou, Saint-Secondin, Brion, Saint-Maurice-la-Clouère, Gençay, Marnay, Château-Larcher, Aslonnes